# طاقية الإخفاء (فلم)
نادوجا هو فيلم موسيقي كوميدي مصري تم إنتاجه عام 1944، إخراج نيازي مصطفى و بطولة تحية كاريوكا، محمد الكحلاوي، بشارة واكيم.

## قصة الفيلم
عباس عبد ربه (بشارة واكيم) سمكري أفرنجى يعاني من الفقر والديون ولا يقتنع بنصيبه مما يجعله متمردا على ما قسمه الله له، وهو متزوج من أم عبده (فردوس محمد) القنوعة الراضية بعيشتها الحلال، وأبناءه عبده (محمود إسماعيل) المتطلع مثل أبيه، ومرزوق (محمد الكحلاوي) القانع الذي يساعد والده في المحل، وحلاوة (نادية السبع) والابن الصغير فلفل. حورية (تحية كاريوكا) تعمل قهوجية سريحه مع أختها شربات (أمينة شريف) ويحاول مدير صالة الرقص (محمد راغب) وصاحب الصالة (حسن كامل) استمالة حورية للعمل كراقصة بالصالة، وينجحان أخيرا في إخراجها من الحارة والعمل بالصالة. تحضر إحدى الخادمات إبريقا قديما لعباس لكي يقوم بإصلاحه، فيجد في قاعدته طاقية الإخفاء. يفرح بها عباس ويتطلع للثراء بالمال الحرام عن طريق النهب والسرقة، فيقوم بتتبع الشحات (حسن الإمام) حتى منزله ويستولى على الثروة التي جمعها من التسول وعبئها في صفائح. ذهب إلي المرابي (شفيق نور الدين) في منزله الذي يشبه القصر وأخذ منه الكمبيالات وأعادها لأصحابها ثم أجبره على إستئجار منزله لمدة عامين. ذهب إلى أهله ليعيشوا معه، فرفضت أم عبده ماله الحرام وطردته، بينما وافق عبده على مرافقته طالما فيها فلوس. قضى عباس وابنه عبده أوقاتهم في صالة الرقص التي تعمل بها حورية وتنافسا على الفوز بها، بينما أمسكت هي العصا من المنتصف. شعر عباس بأن المال لم يحقق له السعادة، فرغم كل الأموال التي قام بصرفها على حورية الراقصه لم يستطع ان يستولى على قلبها، كما أنه سمع إبنه عبده يقول انه مستعد لقتل والده ليرثه، كما ان الطبيب منعه من أكل معظم الأطعمة حفاظا على صحته، وبدأ يندم على المال الحرام الذي استولى عليه. علم عبده بحكاية طاقية الإخفاء فتآمر على والده حتى سرقها منه، ومارس العديد من الجرائم للحصول على المال، وكون عصابة لحمايته، كما أهان والده وحبسه في المنزل. استمر مرزوق وأخيه فلفل في العمل بالمحل وكانوا ومعهم أمهم وأختهما سعداء وراضين بما يحصلون عليه من رزق حلال. قرر عبده الانتقام من أهل الحارة الذين كانوا يوجهون له الإهانات لأنه عاطل عن العمل، فقرر عمل حفله يجمعهم فيها وينتقم منهم. هربت حورية من عبده وذهبت إلى مرزوق وأبلغته أن عبده يذل والده ويحبسه في المنزل، فأسرع مرزوق لنجدة والده، وتخفى في زى مغنى بدوى وأخذ معه أهل الحارة الذين تصارعوا مع عصابة عبده وقضوا عليهم، بينما أجبر مرزوق أخيه عبده على تقبيل قدم والده بعد ان أخذ منه الطاقيه وأحرقها، وعاد الجميع إلي دكانة السمكري بما فيهم عبده وقنعوا بما قسم الله لهم، وتزوج مرزوق من شربات شقيقة حورية

## فريق العمل
إخراج: نيازي مصطفى
تأليف:
- أبو السعود الإبياري
- عزيزة أمير
- محمود ذو الفقار
- عباس كامل

إنتاج: إيزيس فيلم
بطولة:
- تحية كاريوكا
- محمد الكحلاوي
- بشارة واكيم
- محمود إسماعيل
- أمينة شريف
- فردوس محمد
- نادية السبع
- آمال زايد
- شفيق نور الدين
- عبد الحميد زكي
- حسن كامل

## روابط خارجية
- مقالات تستعمل روابط فنية بلا صلة مع ويكي بيانات